# Thomas Muster
Thomas Muster (1967. október 2. –) egykori világelső osztrák hivatásos teniszező. Minden idők egyik legjobb salakjátékosa, 44 tornagyőzelméből 40-et ezen a borításon szerzett (köztük hármat a római és hármat a monte-carlói Masters tornán). 1995-ben megnyerte a Roland Garrost, egyetlen Grand Slam győzelmét. Összesen hat hétig vezette a világranglistát. Ő az egyik legellentmondásosabb világelső, mert pontjainak nagy részét salakon szerezte, a többi borításon messze nem volt ilyen meggyőző. (Wimbledonban még meccset sem tudott nyerni).

## Grand Slam döntői

### Győzelmei (1)
| Év   | Helyszín      | Ellenfél a döntőben | Eredmény a döntőben |
| 1995 | Roland Garros | Michael Chang       | 7-5, 6-2, 6-4       |